# San Adrián
San Adrián é um município da Espanha na província e comunidade foral (autónoma) de Navarra. Tem 21,15 km² de área e em 2021 tinha 6 369 habitantes (densidade: 301,1 hab./km²).

## Demografia
| Variação demográfica do município entre 1991 e 2004 | Variação demográfica do município entre 1991 e 2004 | Variação demográfica do município entre 1991 e 2004 | Variação demográfica do município entre 1991 e 2004 |
| --------------------------------------------------- | --------------------------------------------------- | --------------------------------------------------- | --------------------------------------------------- |
| 1991                                                | 1996                                                | 2001                                                | 2004                                                |
| 5106                                                | 5241                                                | 5561                                                | 5940                                                |